# Schneider 105 mm Mle. 1913
Il canon de 105 Mle 1913 era un pezzo dell'artiglieria francese in uso durante la prima e seconda guerra mondiale.

## Origini
Agli inizi del Novecento la società francese Schneider et Cie iniziò a collaborare con la società russa Putilov, producendo il cannone russo 107 mm ordinato dall'esercito. La Schneider et Cie, una delle maggiori industrie di produzione d'artiglierie francesi, fornì alle artiglierie campali proprio la potenza che mancava ai cannoni da 75 mm mle 1897, sviluppando il 105 mm conosciuto anche come L 13 S.
Il cannone, elegante e potente, fornì grandi prestazioni, e nel dopoguerra venne ancora usato con profitto. Ne vennero esportati tantissimi nel Regno d'Italia, Polonia, Belgio, Cecoslovacchia, Estonia e Jugoslavia, che stavano creando i loro nuovi eserciti, ma non negli USA. Presso il Regio Esercito era denominato cannone da 105/28.
Nel 1940 formava ancora la prima linea francese e quando i tedeschi invasero la Francia, s'impadronirono di quasi tutti i cannoni di questo tipo, designandoli come K331(f) e molti furono posizionati sul Vallo Atlantico a misura difensiva, privi dell'affusto.

### Designazioni
Il cannone, utilizzato in diversi Paesi, fu nominato in modo diverso:
- Francia: Canon de 105 mle 1913 Schneider o L 13 S durante la prima guerra mondiale
- Belgio: Canon de 105 mle 1913
- Polonia: Armata 105 mm wz.13 Schenider e la sua versione modernizzata Armata 105 mm wz.29 Schneider
- Finlandia: 105 K 13

#### Denominazioni tedesche
- 10.5 cm K 331(f) cannoni conquistati in Francia
- 10.5 cm K 333(b) cannoni conquistati in Belgio
- 10.5 cm K 13(p) e 10.5 cm K 29(p) cannoni conquistati in Polonia

#### Denominazione italiana
- cannone da 105/27 L Mod. 13: 188 pezzi di preda bellica assegnati soprattutto alle divisioni costiere del Regio Esercito; simile al 105/28 acquisito nella Prima guerra mondiale.